# 松本民之助
松本 民之助（まつもと たみのすけ、1914年7月11日 - 2004年3月15日）は、日本の作曲家、教育者。東京藝術大学名誉教授。

## 経歴
1936年（昭和11年）東京音楽学校甲種師範科卒業。下総皖一に作曲、伊藤武雄に声楽、福井直俊にピアノを師事する。1936年 (昭和12年) ベルリンオリンピックの芸術競技で佳作入選。1938年（昭和14年）交響曲『文覚』がワインガルトナー賞優等賞受賞。作曲家の松本日之春、松本清は息子。弟子に坂本龍一や嵐野英彦、赤石敏夫らがいる。東京芸術大学音楽学部附属高等学校で松本に師事した奥慶一によれば「非常に熱心かつ厳格」という人物評がある。

## 作品
- 語りぶし「龍と琵琶」
- 組曲 「童画集」（ピアノ）
- ピアノ組曲第1番・第2番
- ピアノポエム1～10番
- ピアノのための「旅の音詩」
- オラトリオ「切支丹物語」
- 歌曲集「日本の郷愁」
- 歌曲「春日狂想」
- 歌曲「わたりどり」
- 合唱曲「河童と蛙」
- 語りぶし「オデアシコ」「子もりじぞう」「あほろくの川だいこ」「寒い母」
- 松本民之助歌曲集Ⅰ～Ⅶ
- 歌曲集「水辺の祈り」Ⅰ～Ⅲ
- 酒田市立若浜小学校校歌
- 千葉大学教育学部附属小学校校歌[4]
- 川越市立中央小学校校歌
- 由利本荘市立本荘南中学校校歌
- 川越市立城南中学校校歌
- 川越市立福原中学校校歌
- 川越市立山田中学校校歌
- 長野市立更北中学校校歌
- 千曲市立東小学校校歌
- 松本市立錦部小学校
- 香川大学教育学部附属坂出小学校校歌
- 箕輪町立箕輪中部小学校校歌[5]
- 高松市立牟礼中学校校歌
- 東京都立桜町高等学校校歌
- 富山県高朋高等学校校歌[6]
- 富山県黒部市立桜井中学校校歌[7]
- 島根県立松江工業高等学校校歌
- 島根県立松江南高等学校校歌
- 長崎県立川棚高等学校校歌
- 愛知県刈谷市立依佐美中学校校歌
- 岐阜県恵那市立大井小学校校歌
- 岐阜市立加納中学校校歌
- 下伊那の歌　その一
- 茅野市の歌
- 美濃加茂市の歌
- 長野県松川町立松川中学校校歌
- 茨城工業高等専門学校校歌

## 著書
- 作曲法（全音楽譜出版社、1954年）
- 作曲技法（教育出版、1958年）
- 日本の子どもの音楽（音楽教育図書、1962年）
- 音楽基礎技法（音楽教育図書、1962年）
- 音楽創作の指導（音楽教育図書、1964年）
- 日本旋法（音楽教育図書、1965年）
- 日本旋法のソルフェージ（明治図書出版、1969年）